# تبلدي

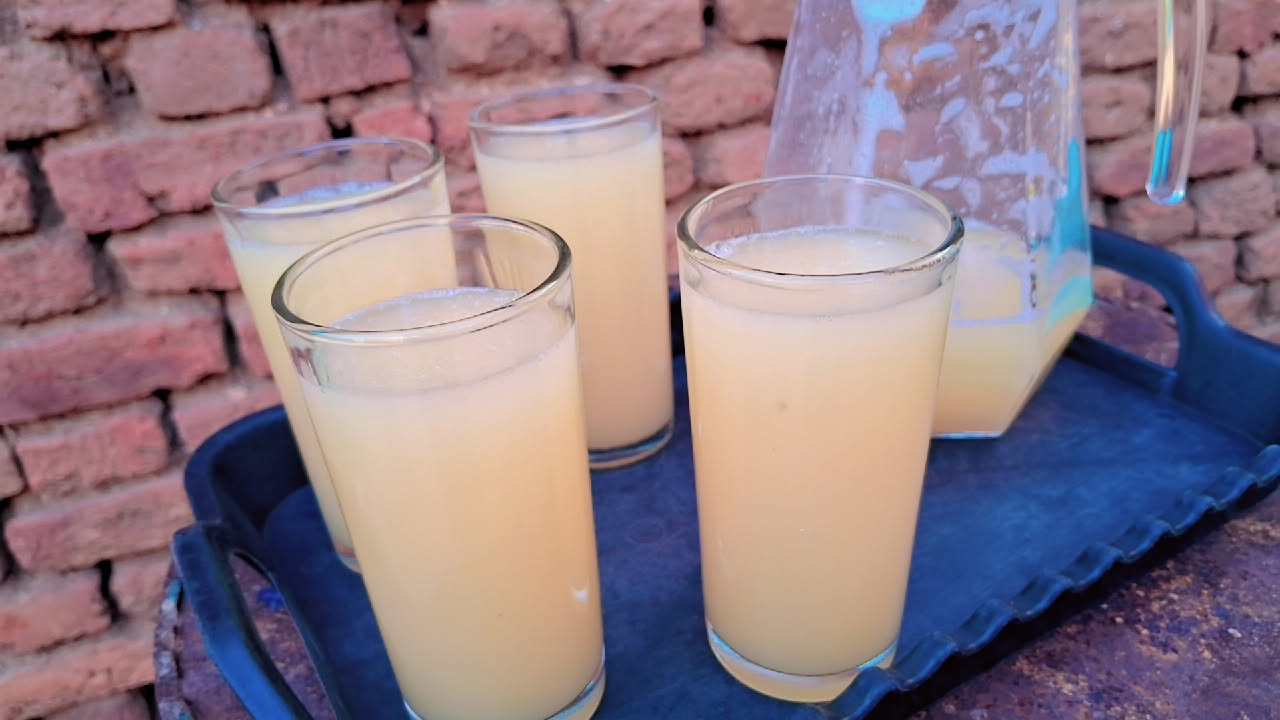

شجرة التِّبِلْدِيّ أو الحُمَيرة أو الباأُوباب أو الكُلهمة أو البُوحِبَاب أو الباوباب أو شجرة القارورة أو الشجرة المقلوبة أو شجرة خبز القرود (الاسم العلمي:Adansonia) هي جنس نباتي يتبع الفصيلة الخبازية من رتبة الخبازيات. يحتوي هذا الجنس من النبات على ثمانية أنواع، ستة منها في مدغشقر، واحد في البر الأفريقي الرئيسي وشبه الجزيرة العربية وواحد في أستراليا. النوع الأفريقي يتواجد في مدغشقر أيضاً ولكنه ليس أصلياً.
ويكثر في غرب السودان، وهي منطقة تسقط فيها الأمطار بغزارة، ثم يعقبها فترة جفاف ؛ لذلك تختزن أشجار هذا النبات كميات هائلة من الماء تمكنها من الحياة، وقد يصل قطر جذع الشجرة إلى عشرة أمتار، وتتفرع غصون شجرة التبلدي، وتقل أوراقها حتى يخيل للناظر إليها أنها جذور، وذلك للتقليل من عملية النتح (وهي تبخر الماء من النبات)،وبالتالي يقل الفاقد من الماء عن طريق التبخر.

## التسمية

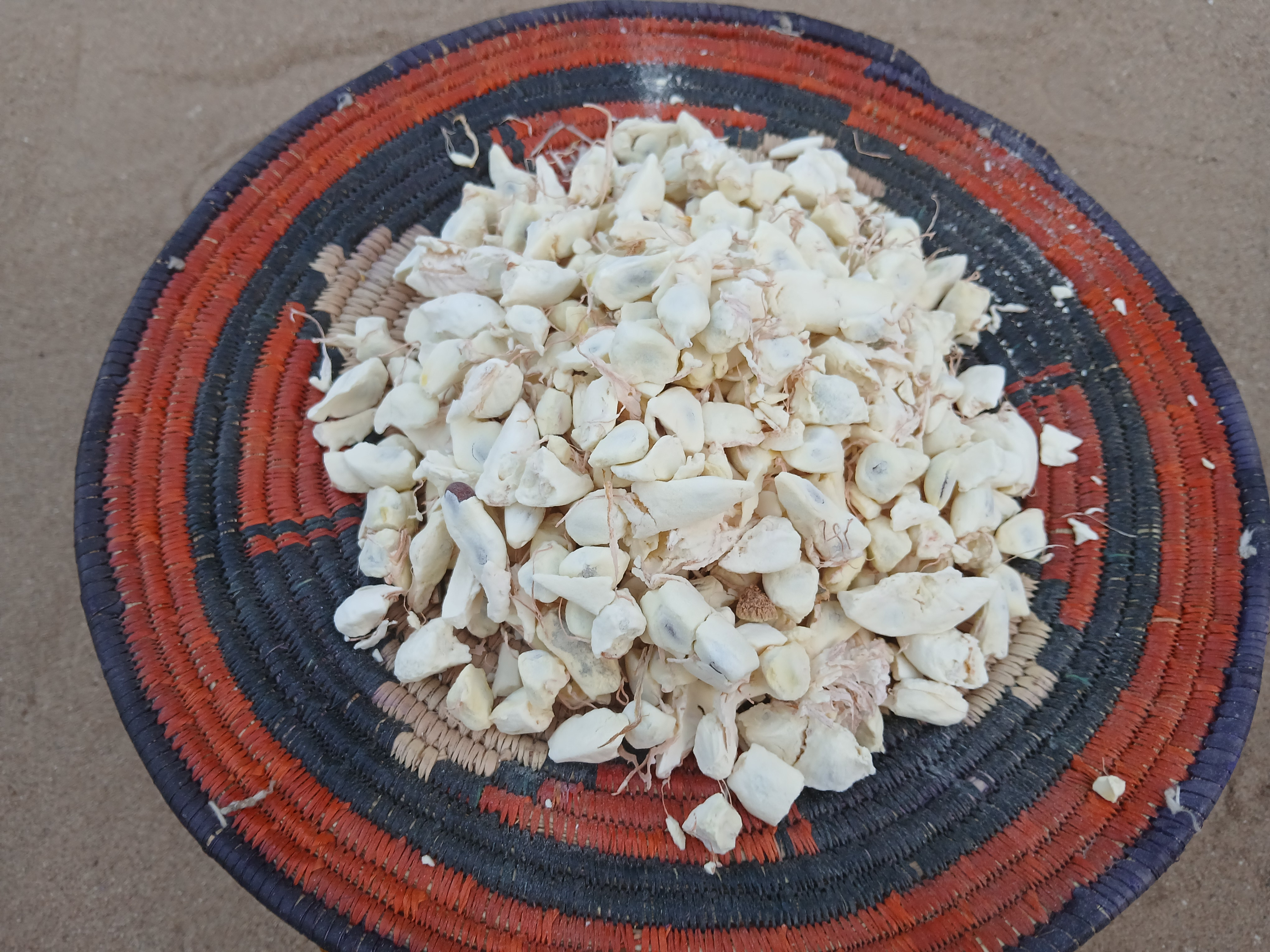
التبلدى(القنقليز) الذي يستخدم فى العصير السوداني

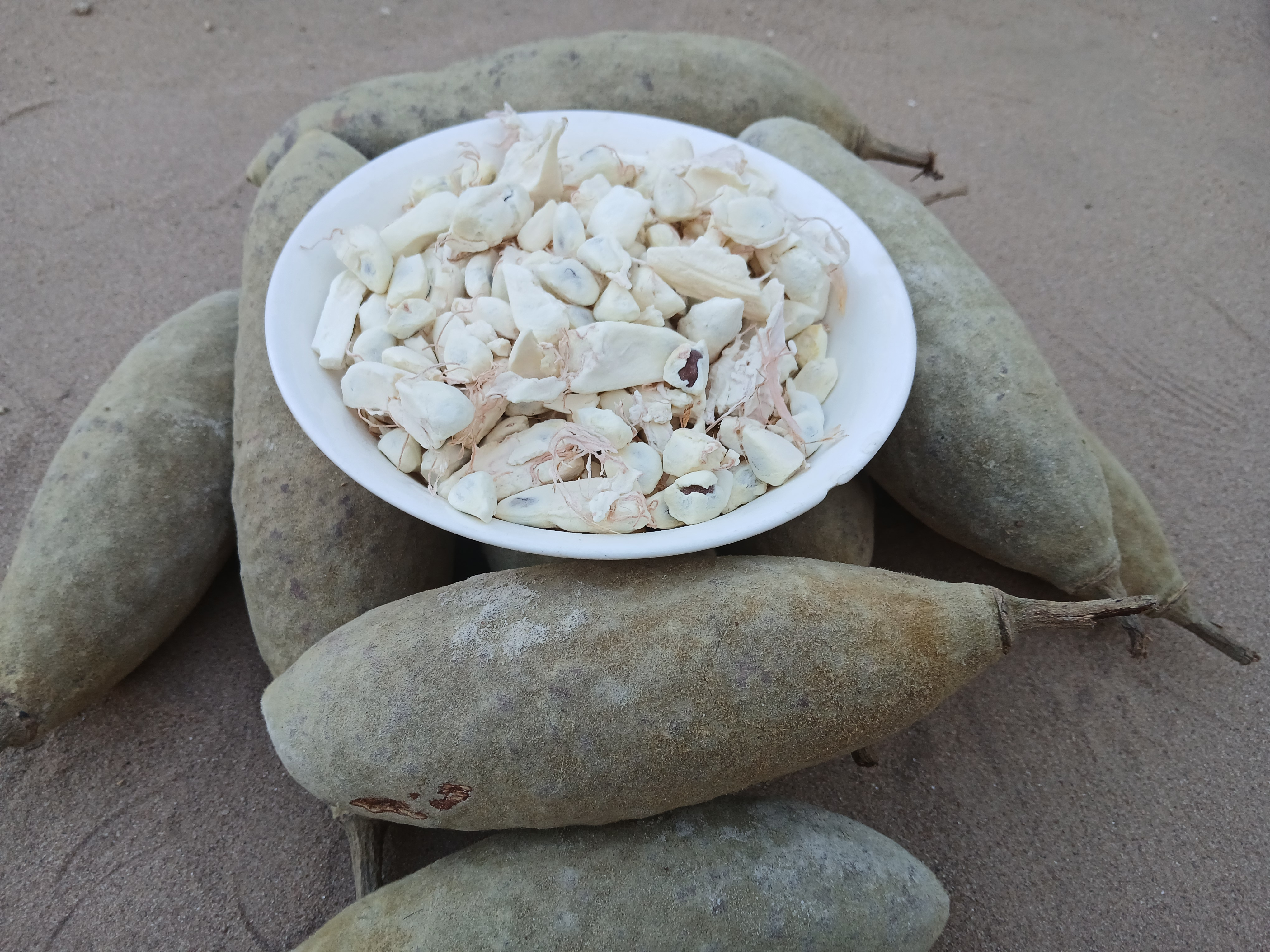
التبلدى (القنقليز)من الفواكه البرية السودانية

الاسم الأكثر شيوعاً في العالم هو الباوباب. كما تعرف في السودان بالقنقليس أو التبلدي كما تسمى أيضا بهذا الاسم في بعض الدول العربية . الاسم المحلي «باللغة الشحرية الظفارية»: أكيجيه، مكيجيه، هيروم ذري. الأسماء الشائعة الأخرى تشمل شجرة القارورة، الشجرة المقلوبة وشجرة خبز القرود. والاسم العلمي أدَنسونية أطلق عليها تكريماً لعالم النبات الفرنسي ميشال أدَنسون الذي وصف شجرة الأدَنسونية الأصبعية (الاسم العلمي:Adansonia digitata).
وقد ذهب البعض إلى أن الاسم الشائع Baobab هو في الأصل كلمة عربية bu hibab بو حِباب أطلقت على هذا الشجر بسبب أن ثمره يحتوي الكثير من الحبات التي تؤكل وتعصر من أجل زيتها المأكولة.

## أنواعه
- تبلدي إصبعي (الاسم العلمي:Adansonia digitata)
- تبلدي فوني (الاسم العلمي:Adansonia fony)
- تبلدي غرنديدي (الاسم العلمي:Adansonia grandidieri)
- تبلدي غريغوري (الاسم العلمي:Adansonia gregorii)
- تبلدي مدغشقري (الاسم العلمي:Adansonia madagascariensis)
- تبلدي برييري (الاسم العلمي:Adansonia perrieri)
- تبلدي سواريزي (الاسم العلمي:Adansonia suarezensis)
- تبلدي وافر (الاسم العلمي:Adansonia za)
- تبلدي صغير الأوراق (الاسم العلمي:Adansonia microphylla)
- تبلدي ساقي (الاسم العلمي:Adansonia pedunculosa)

## وصفها وفوائدها
إن الزائر لمنطقة جنوب الصحراء في القارة الأفريقية، يشاهد في معظم فسح البيوت القروية المتباعدة عن بعضها شجرة ضخمة عملاقة تتميز عن أقرانها الأشجار الاستوائية بالكثير من الخصائص، إذ يمكن التعرف عليها من المشاهدة الأولى.
فهي شجرة ضخمة، وهي الشجرة الوحيدة التي تنفض أوراقها وتصبح عارية من الأوراق بين الكثرة من الأشجار الدائمة الخضرة، هذه الشجرة التي تسمى بالسودان التبلدي أو القنقليس وإسمها الأكثر انتشاراً هو الباوباب Adansonia digitata
الموطن الأصلي لهذه٦ الأشجار هو الشريط الجغرافي الواقع تحت الصحراء والممتد من شرق القارة الأفريقية إلى غربها، وهي تنتشر في هذه المناطق بكثرة إضافة إلى انتشارها إلى جنوب هذه المنطقة وحتى منطقة السافانا الرعوية في جنوب أفريقيا، كما توجد في اليمن والهند أيضاً ولكن بأعداد قليلة.
هناك أشجار ضخمة عملاقة معمرة معروفة في أصقاع الدنيا، وشجرة الباوباب هي إحداهن، وما يميزها عن كل الأشجار هو ضخامة وغلظ جذعها، إذ يبدو الجذع وكأنه برميل ضخم مرتفع، قطره يتراوح بين 7-15 مترا، وقياس الجذع لا يبقى ثابتاً، إذ يختلف من سنة لأخرى زيادة أو نقصاناً، تبعاً لرطوبة التربة وكمية الأمطار الساقطة في تلك السنة. ففي السنين القليلة الأمطار يصبح الجذع أقل سمكاً مما كان عليه في السنين السابقة الغزيرة الأمطار. فقد سجل قياس قطر شجرة في العام 1946 أقل مما سجل في العام 1931 بـستين سنتمتراً.
في موسم الأمطار تخزّن الشجرة في أنسجة جذعها كميات كبيرة من الماء تستخدمه في فصل الجفاف، واعتادت الفيلة سلخ قلف الجذع للوصول على الأنسجة الرطبة المشبعة بالماء لتمتصه وتروي ظمأها، والقلف الداخلية تتكون من أنسجة قوية متينة وهي تُسحب من الشجرة ليُصنع منها سلال وشباك صيد الأسماك. ومن خاصية الشجرة أنها لا تتأثر بسحب قلفها مثل باقي الأشجار فهي تجددها بعد إزالتها .
وفي الأشجار العتيقة المعمرة يعمد السكان المحليون إلى عمل تجويف في قلب الجذع، تكون فتحته في منطقة التقاء الأفرع الرئيسية، عند قمة الجذع، ليحصلوا عندها على فراغ واسع يستخدم لخزن مياه الأمطار التي تدخل إلى هذا التجويف خلال الفتحة الموجودة في القمة، أو تغرف مياه الأمطار المتجمعة في الأراضي المنخفضة، بعد سيول الأمطار، وتخزن في هذا التجويف لتستعمل في مواسم الجفاف، حيث يتم سحب المياه بواسطة الدلو أو أي وعاء آخر، ويرتوي المسافرون على الطرق البعيدة من هذه المياه المتجمعة.
ولو كان للتجويف فتحة في أسفل الجذع فيكون الفراغ واسعاً بحيث يستخدم كغرفة للسكن أو حانوت أو حانة أو مكتب بريد أو ملجإ للإنسان أو الحيوانات.
وجذع الشجرة العريض يستخدم بعد قص الشجرة في صنع قوارب صيد الأسماك بعد حفره .
أشجار التبلدي بطيئة النمو وتعمر كثيراً، وهي لا تكوّن حلقات سنوية في خشب الجذع، مما يزيد من صعوبة تقدير عمر الشجرة الحقيقي، ومع ذلك توصل علماء النبات إلى طريقة مختبرية لتخمين عمر الشجر المعمرة، وأوجدوا العلاقة بين قطر الشجرة وعمرها، فالشجرة التي يبلغ قطر جذعها سبعة أمتار يصل عمرها إلى 600 سنة، والتي يصل قطرها إلى عشرة أمتار يكون عمرها حوالي 2000 سنة، وهناك الكثير من الأشجار التي يصل عمرها الألف عام وبعض الأشجار يصل عمرها إلى خمسة آلاف سنة.
بالرغم من ضخامة جذع الشجرة إلا أن ارتفاعها لا يتعدى الـ 22 متراً في أقصى الحالات وأفرعها قليلة العدد متباعدة عن بعضها، متجهة إلى الأعلى تشبه المجموع الجذري للأشجار، وبهذا الشكل فشجرة التبلدي عندما تكون عارية من الأوراق تبدو وكأنها مقلوبة رأساً على عقب جذورها في الهواء وأفرعها داخل التربة.
شجرة التبلدي متساقطة الأوراق وهي حالة نادرة في الأشجار النامية في المناطق القريبة من خط الاستواء .
وفي المناطق الاستوائية التي تتميز بوجود فصلين هما فصل الأمطار وفصل الجفاف تسقط أوراق الأشجار مع بداية موسم الجفاف الذي يبدأ منذ شهر تشرين الأول(أكتوبر) وتبقى عارية من الأوراق حتى بداية فصل الأمطار الذي يبدأ في شهر حزيران (يونيو) حيث تورق الأشجار.
والأوراق كبيرة مركبة كفّية تتكون من خمسة إلى سبعة وريقات كبيرة، وهذه الأوراق غنية بالسكريات والبوتاسيوم وفيتامين C ، واليانعة النامية حديثاً منها تكون طرية طازجة تستعمل من قبل السكان المحليين كخضراوات، مثل السبانخ والسلق أو الملوخية تؤكل بعد طبخها، أو تجفف هذه الأوراق وتطحن لتستخدم في تحضير بعض الأطعمة المحلية، وللأوراق تأثيرات علاجية فهي تستخدم لمعالجة الحمى.
في نهاية موسم الجفاف وعندما تورق الأشجار تبدأ البراعم الزهرية بالانتفاخ وذلك في فترة ما بعد الظهر وعندما يحل المساء تتفتح الزهرة، والأزهار متدلية كبيرة يتراوح قطرها بين 10-12سم، لها عنق طويل سميك، أوراقها التويجية بيضاء شمعية كبيرة تكون منحنية إلى الأعلى، ويشغل وسط الزهرة الميسم ذو القلم الطويل والكبير والذي تنتشر حوله الكثير من الأسدية ذات الخيوط البيضاء والمتوك البنية اللون وبذلك يبدو كفرشاة الحلاقة .
لا تدوم مدة تفتح الأزهار إلا لفترة قصيرة إذ عندما ينبلج الصبح تكون قد انغلقت وذبلت وتغير لونها من الأبيض إلى الأبيض الضارب إلى السمرة، بعد أن تم تلقيحها بواسطة خفافيش الليل التي تنجذب إليها بسبب الرائحة العطنة التي تفرزها الأزهار أثناء تفتحها، وتزور هذه الحيوانات الأزهار لتتغذى على المياسم الكبيرة وتمتص الرحيق منها، وطبيعي أن لا ترى الخفافيش ليلاً عندما تزور الأزهار ولكن يستدل على ذلك من آثار مخالبها التي تتركها على الأوراق التويجية والأزهار التي لم تلقح تسقط من الشجرة حيث تستسيغها حيوانات الرعي كالأغنام والماعز.
بعد التلقيح والإخصاب تعقد الثمار التي تسمى في السودان : القنقليس، وهي عبارة عن علبة لا تنفتح لحالها، كبيرة بيضوية أو كمثرية الشكل يصل طولها إلى 30سم، سطحها مخملي الملمس بسبب الزغب الكثيف ذو اللون الرمادي أو البني المائل إلى الصفرة والذي يغطي قشرتها السميكة والصلبة القاسية والعلبة تسمى في السودان بالمنقور تستعمل لعمل ديكورات بعد تزيينها.
يملأ جوف الثمرة عدد كبير من البذور الكلوية الشكل والتي تكون بحجم حبة الفاصوليا ذات القشرة البنية الغامقة، وتفصل البذور عن بعضها مادة هشة دقيقية القوام، لونها أبيض عسلي، حامضية الطعم قليلاً، تحتوي على كميات عالية من فيتامين C وحامض التاتاريك، وحامض الستريك، ولها خاصية الذوبان في الماء.
ومن هذه المادة الدقيقية، يعمل في مناطق زراعة الأشجار في أفريقيا، وخاصة في السودان، يعمل منها مشروباً منعشاً ملطفا، ولازالت صناعة المشروب تجري على نطاق ضيق، ولم يتم تصينعه وتعبئته على نطاق صناعي تجاري. وللحصول على المشروب تنقع البذور وما يحيط بها من مادة اللب هذه في الماء لفترة زمنية لا تقل عن الساعتين ويصفى السائل بواسطة المصفيات لإزالة الشوائب، ثم يضاف إليها السكر وبعض الحوامض ومواد ملونة ومواد حافظة ثم يتم ترشيحه ثانية. وعند التعبئة التجارية يتم تصفيته بالطرد المركزي، ويضاف إليه غاز ثاني أكسيد الكاربون ليعيطيه التأثير المنعش، إن محتويات اللب العالية من مادة البكتين تساعد على حفظه وشراب القنقليس إضافة إلى أنه منعشاً ولذيذا، له فوائد علاجية أيضاً، إذ يفيد هذا المشروب عند تناوله في معالجة الحمى والإسهال ووقف النزيف. و تطحن البذور ويغلى المسحوق ليشرب سائلاً حاراً كالقهوة.
شجرة التبلدي تحترمها الأقوام والجماعات التي تقطن في منطقة انتشارها في أفريقيا، فهي عندهم شجرة الحياة، ترمز إلى الخصوبة والعطاء، لذلك فالسكان المحليون عند انتقال محل سكنهم من قرية إلى أخرى عليهم أن يأخذوا معم بذور شجرة التبلدي لزراعتها في موطنهم الجديد.
وهذا الاحترام نابع من المعتقدات والأساطير والحكايات الشعبية التي تروى عن هذه الشجرة:
فالناس هناك يعتقدون بأن من يشرب من الماء المستخلص من عصر قلف الأشجار فستصبح لديه القوة والشجاعة، وفي بعض المناطق الأفريقية يعمد الناس غسل جسم الأطفال الصغار بماء القلف هذا ليكونوا أقوياء وأبطال المستقبل، ولكن لا يجب أن يستحم الطفل لفترة طويلة في الماء كي لا يصبح بديناً، كما يجب الانتباه أن لا يُبلّ رأسه بهذا الماء كي لا يصبح ضخماً منتفخاً.
وهناك اعتقاد بأن من يمتص رطوبة البذور (القليلة الرطوبة أصلاً) فسيحصل على الحماية من التعرض لمهاجمة التماسيح، بينما من يأكل البذور فهو سيجلب إليه خطر التماسيح.
وخوفاً من فاجعة تصيبهم لا أحد يجازف بقطع زهرة الشجرة لاعتقادهم بأن أرواح الأسود تسكن هذه الأزهار، ومن يقطع زهرة منها فسيكون مصيره الافتراس من قبل الأسود.
وشكل الشجرة الذي تبدو فيها وكأنها مقلوبة رأساً على عقب أوحى بالكثير من الأساطير والمعتقدات الشعبية، فيقال أن الجدة الأولى لهذه الأشجار ارتعبت من الفيلة ومن خوفها وضعت رأسها في التربة. أما الأسطورة الأفريقية فتقول: أن الإله الخالق ضجر من كثرة تنقل هذه الشجرة فانتزعها من جذورها وقلبها رأساً على عقب فأصبحت أغصانها في التربة وجذورها سائبة في الهواء لتُجبر على البقاء في مكانها .
أما في المناطق التي تسكنها ألأقوام العربية، فتقول الأسطورة أن الشيطان هو الذي قلعها من جذورها وقلبها في الأرض .
واسطورة أخرى تقول: أن شجرة التبلدي هي أول شجرة أنبتها الخالق على وجه الأرض، وبعدها خلق نخلة التمر بجذعها الطويل وقامتها السامقة الشامخة، وعندما رأتها شجرة التبلدي ثارت غيرتها متبرمة : لماذا لا أكون أطول من النخلة؟ وعندما أنبت الخالق شجرة التين الجميلة المهيبة، توسلت إلى الخالق أن يكون لها ثماراً لذيذة مثل ثمار شجرة التين، فنفذ صبر الخالق مقتلعاً إياها من جذورها قالباً إياها في الأرض رأساً على عقب، كي لا تتبرم بعد ذلك، وهي أسطورة ترينا مايجلبه عدم الرضا والرغبات البليدة، وتحث الإنسان على أن يقنع بما لديه أو ما هو عليه، فالقناعة كنز لا يفنى.
ولغرابة مظهر الشجرة وهي عارية من أوراقها بين أقرانها الأشجار الدائمة الخضرة لازالت تروي الأمهات والجدات حكايات للأطفال نابعة من خصوصية هذه الشجرة، فالحكاية السودانية تقول: أن شجرة التبلدي، دعت كل حيوانات الغابة من نمور وأسود وذئاب وقرود وفيلة إلى حفلة ختان أولادها فأكلوا وشربوا ورقصوا فرحين بالمناسبة، وأثناء الحفل تلبدت السماء بالغيوم، وقبل أن يستطيعوا اللجوء إلى مكان يحتمون فيها، هطلت الأمطار بغزارة، مما دعى الحيوانات إلى الهرب مسرعين . أثناء الهرج والمرج دعس الفيل أولاد شجرة التبلدي، فحزنت الشجرة على موتهما، ولحزنها العظيم سقطت أوراقها ألماً على فراق أولادها.
التبلدي شجرة استوائية ومع ذلك فهي تتحمل الجفاف كما تتحمل المناخ الرطب، تنمو في مناطق الغابات وتزرع بكثرة في المنازل الريفية، كما تشجر بها المدن، المتنزهات وشوارع المرور ، وعلى جوانب الطرق الخارجية، وفي بعض المناطق هي من الأشجار المحمية التي يمنع قطعها، ومنذ العام1941 فشجرة التبلدي تتمتع بالحماية في دولة جنوب إفريقيا.
فوائد هذه الشجرة كثيرة يصنع من لحائها السميك أليافًا تصنع منها شباك صيد الأسماك وحبال وأقمشة للحقائب والملابس الخشنة.

## استخداماتها
الشجرة لها منتجات مهمة بالإضافة إلى استخدامها كمخزن مياه فتستخدم ظلالها الواسعة كفصول دراسية في بعض القرى وكمساجد ومنتديات للقرى. الطريف أن شجرة التبلدي تستخدم في غرب السودان لتخزين المياه في فترة الصيف والجفاف، والتبلدي طبقا لوصف علماء النبات شجرة عارية من الأوراق لمدة تسعة أشهر في السنة وتبدأ الأوراق في الظهور عند بداية الخريف. الجذع مفرغ من الداخل وقد يسع نحو 45 شخصاً. ولذا استخدمه رجال المخابرات والأمن في أستراليا سجونا للمعتقلين، طبقا لمصادر غير رسمية. ويستخدمه الأهالي في غرب السودان مخزناً للمياه لتجميع مياه الأمطار ويسع نحو 25 ألف لتر ماء يستخدمها السكان خلال فترة الجفاف التي تمتد إلى أكثر من خمسة أشهر. وتجويفها متفاوت السعة التخزينية من 40 إلى 100 برميل للشجرة الواحدة. ويمكن أن يطلق عليها أنها من الأشجار المعمرة. وتستخدم ثمار هذه الأشجار كعصائر بلدية باسم القنقليس وفي علاج بعض الأمراض الباطنية بجانب استخدام الأوراق في بداية فصل الخريف للأكل اعتقادا بمعالجتها بعض الأمراض الأخرى.

## في الشعارات
شعار السنغال يتكون نصفه من شجرة باوباب.
وقد اتخذت الجمعية العالمية لتقييس الاتصالات من شجرة الباوباب عند الغروب شعاراً لها.